# Église Notre-Dame-de-l'Assomption de Quenne
L'église Notre-Dame-de-l'Assomption de Quenne est une église située sur la commune de Quenne, dans le département de l'Yonne, en France.

## Localisation
Elle se trouve au centre du village.

## Historique
L'édifice est inscrit au titre des monuments historiques par arrêté du 1er mars 1926.